# Peter James
Peter James (Brighton, 22 augustus 1948) is een Britse auteur en filmproducent. Zijn recente werk bestaat uit de Roy Grace-serie, misdaadromans over een rechercheur uit Brighton.